# Sericorema remotiflora
Sericorema remotiflora är en amarantväxtart som först beskrevs av Joseph Dalton Hooker, och fick sitt nu gällande namn av Lopr. Sericorema remotiflora ingår i släktet Sericorema och familjen amarantväxter. Inga underarter finns listade i Catalogue of Life.